# München Mord: Die ganze Stadt ein Depp
Die ganze Stadt ein Depp ist ein deutscher Fernsehfilm von Sascha Bigler aus dem Jahr 2018. Es handelt sich um die siebente Folge der Kriminalfilmreihe München Mord mit Bernadette Heerwagen, Alexander Held und Marcus Mittermeier in den Hauptrollen. Die Erstausstrahlung erfolgte am 22. September 2018 im ZDF.

## Handlung
München befindet sich zur Zeit des Oktoberfestes in einem Ausnahmezustand. Angelika Flierl versucht verzweifelt bei einem Radiogewinnspiel einen Tisch im Festzelt zu gewinnen, Ludwig Schaller hasst die Wiesn und Harald Neuhauser wird von Tanja „verfolgt“, einer Frau, die sich von einem Flirt und One-Night-Stand wesentlich mehr erhofft. 
Josef Kleint, ein einsamer 70-jähriger Rentner und Nachbar von Kriminaloberrat Zangel, wird in seiner Wohnung aufgefunden, mit einem Maßkrug erschlagen. Zangel selbst wird Ohrenzeuge des Mordes und vom Täter niedergeschlagen, dieser kann unerkannt entkommen. An einer Wand in der Wohnung des Opfers findet sich eine kleine Bildergalerie, wobei offensichtlich ein Bild fehlt. Am ehemaligen Arbeitsplatz des getöteten früheren Hausmeisters der Musikhochschule München trifft Flierl auf den Flötisten Fridolin Fehr, der ihr erzählt, dass er Kleint drei Tage vor seinem Tod im Streit mit dem derzeitigen dortigen Hausmeister Uli Schmidbauer gesehen hätte. 
Rita Pellmeier, die 82-jährige Schwester von Josef Kleint und dessen einzige noch lebende Verwandte, bricht in dessen von der Polizei versiegelte Wohnung ein. Die anschließende zweistündige Befragung durch Schaller verläuft jedoch zunächst ergebnislos. In Kleints Wohnung finden sich mehrere Kopien eines kürzlich aufgenommenen Videoportraits fürs Fernsehen über ihn. Darunter findet sich auch eine Innenaufnahme in Kleints Wohnung, in der das fehlende Gemälde, möglicherweise ein verschollenes Original des Malers Paul Klee, noch teilweise zu sehen ist. Die Ermittler vermuten daher, dass es sich um einen Raubmord gehandelt haben könnte. Schaller verdächtigt Pellmeier, in der Wohnung ihres Bruders nach dem Gemälde gesucht zu haben. Dagegen spricht allerdings, dass sie Alleinerbin von Kleints Nachlass ist. Pellmeier erzählt Schaller schließlich, wie sie im April 1945 zu dem Gemälde gekommen ist, ohne zu wissen, dass es sich dabei ein Original von Paul Klee handelt. Sie übergab es Josef, ohne ihn über die Herkunft des Bildes zu informieren. Nach dem Tod der Eltern der beiden kam es zum Streit, und erst kurz vor seinem 70. Geburtstag wollte er sich aussöhnen. Nach ihrem Geständnis bricht Pellmeier vor emotionaler Erregung tot zusammen.
Bei Stella Bast, einer ehrgeizigen Klavierstudentin an der Musikhochschule, die kürzlich gemeinsam mit einigen anderen in der Wohnung von Kleint war, um ihm zu dessen 70. Geburtstag zu gratulieren, findet Flierl ein Buch über Paul Klee. Darin ist der Eintrag Stuhl im Aufbruch, von Nationalsozialisten geraubte und seit 1945 verschollene Raubkunst, markiert. Außerdem wird gerade ein neuer Konzertflügel im Wert von 68.000 Euro in Basts Wohnung geliefert. Über die Herkunft der dafür notwendigen Mittel möchte sie sich zunächst nicht äußern, gibt aber später an, sie habe einen reichen Mäzen, dessen Namen sie nicht nennen möchte.
Christian Mölder ist ein windiger Geschäftsmann und Geschäftspartner von Uli Schmidbauer. Er verschafft Schmidbauer Abnehmer für jene Gegenstände, die der Hausmeister in den Untergeschossen der Musikhochschule entwendet. Das Gebäude in der Arcisstraße 12 am Königsplatz war zur NS-Zeit der „Führerbau“ der NSDAP und stellt sich für Schmidbauer als eine wahre Fundgrube heraus. Gerade erst lieferte er Mölder ein Kaminbesteck und einen Türgriff zum Kaminzimmer von Adolf Hitler mit „Echtheitszertifikat der Ernst-Röhm-Stiftung“. Da Stella Bast hinter Schmidbauers Geheimnis gekommen war, versucht sie, ihn mit ihrem Wissen über dessen illegale Machenschaften zu erpressen. Nach einer körperlichen Auseinandersetzung der beiden wird Schmidbauer verletzt von Flierl und Schaller aufgefunden. Er muss sich nun den Ermittlern erklären und gibt an, das Geld aus dem Verkauf der Gegenstände für die Finanzierung der Pflege seiner Mutter benötigt zu haben. Das Bild, das er im Keller gefunden habe und verkaufen wollte, sei jedoch verschwunden.
Bei einer Observierung von Stella Bast findet Neuhauser heraus, dass sie mit dem Professor der Musikhochschule, Michael Knöpfle, eine Beziehung hat. Knöpfle meldet sich unverhofft bei den Ermittlern, weil er sich Sorgen um die Studentin macht. Sie sei bei einer wichtigen Prüfung nicht erschienen und er habe sie auch telefonisch nicht erreicht. Außerdem gibt Knöpfle an, dass Stella „einen Anderen“ habe. Knöpfle konnte allerdings nur dessen rote Haferlschuhe erkennen. Schaller erinnert sich, solche bei Konstantin Zillenbrook gesehen zu haben, einem Mitarbeiter einer Versicherung, der mit verschwundenen Gemälden zu tun hat. Schaller hatte ihn zuvor aufgrund dessen fachlicher Expertise zu dem verschwundenen Bild aufgesucht.
Zillenbrook wird vernommen und gesteht, er habe ein Verhältnis mit Stella Bast gehabt. Er habe dieses allerdings vor einem Monat beendet und der Konzertflügel wäre sein Abschiedsgeschenk. Schaller glaubt ihm jedoch nicht, die Beziehung beendet zu haben und verfolgt Zillenbrook bis zur Musikhochschule, wo dieser sich, wie von Schaller vermutet, mit Stella trifft. Die hat das Gemälde von Paul Klee bei sich. Nachdem sie es nach dem Raub im Keller der Schule versteckt hatte, wo es der Hausmeister dummerweise entdeckte, hatte sie es nun „zurückerobert“. Schaller nimmt Zillenbrook und Bast wegen des Mordverdachts an Josef Kleint vorläufig fest. Als sie erkennt, dass Zillenbrook sie nur ausgenutzt hat, um durch sie an das wertvolle Gemälde zu gelangen, gibt sie Zillenbrook die alleinige Schuld an dem Mord. Dieser räumt die Tat freimütig ein, weil er „schon immer mal selber Kunst besitzen wollte“ und Kleint nur erschlagen hätte, weil dieser ihn beim Diebstahl ertappte.

## Produktion

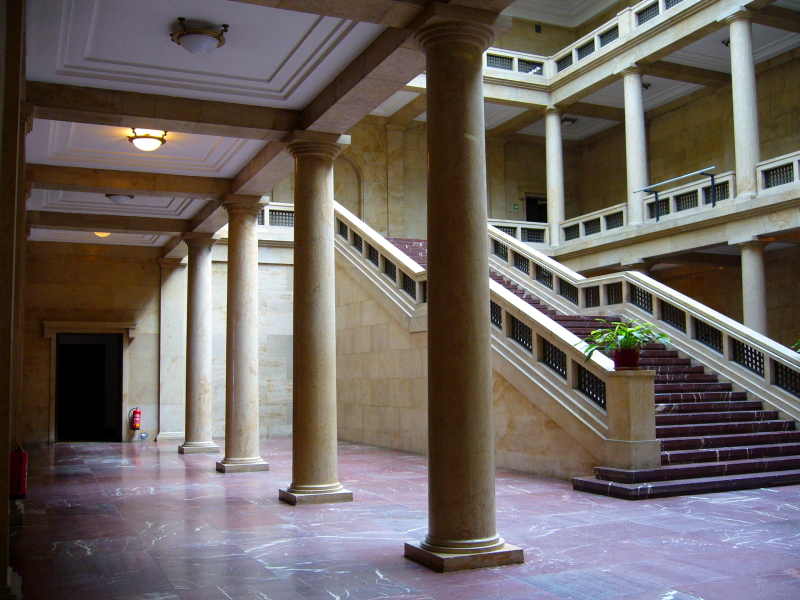
Einer der Drehorte: Die Musikhochschule München

Die Dreharbeiten fanden gemeinsam mit dem achten Teil Leben und Sterben in Schwabing vom 4. Oktober bis zum 11. Dezember 2017 statt. Produziert wurde der Film von der TV60Filmproduktion, beteiligt war das ZDF. Für das Szenenbild zeichnete Michael Björn Köning verantwortlich, für den Ton Rainer Plabst und für das Kostümbild Theresia Wogh.

## Rezeption
Rainer Tittelbach von tittelbach.tv befand, dass auch die siebente Episode von München Mord ein launiger, flüssig erzählter und entsprechend kurzweiliger Krimi sei, der immer ein Augenzwinkern für den Zuschauer parat halte. Schaller und Co blieben liebenswert, die peinlichen Missverständnisse und die misslichen Lagen, in die sich die Kommissare brächten, würden nie albern oder deplatziert wirken.
Wilfried Geldner schrieb im Weser Kurier, diese Folge biete insgesamt mehr Klamauk als Krimi, viel Witzelei und eher wenig Spannung. „Eine Münchner Typenkomödie immerhin, die ihren schlichten Reiz aus dem Blick in die Untiefen der Nazizeit bezieht. Und aus dem sehr nostalgischen Spiel nach Art der Polizeiinspektion 1.“
Tilmann P. Gangloff meinte auf Evangelisch.de, dass auch die siebte Episode dem hohen Niveau der früheren Folgen treu bleibe. Der Film sei mit seinen immer wieder herrlich unnötig komplizierten Dialogen und einigen boshaften Einfällen am Rande ein Vergnügen.
In Deutschland sahen den Film bei Erstausstrahlung 5,78 Millionen Personen, der Marktanteil betrug 19,6 Prozent.